# Danae pulchella
Danae pulchella is een keversoort uit de familie zwamkevers (Endomychidae). De wetenschappelijke naam van de soort werd in 1895 gepubliceerd door Raffaello Gestro.